# 발트 신이교

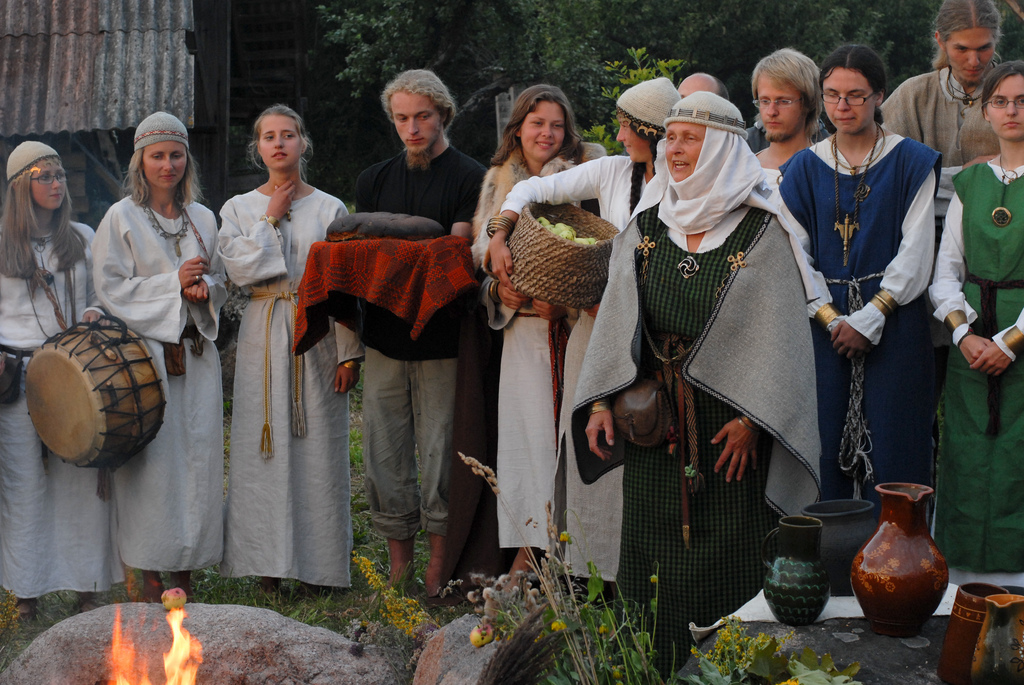
리투아니아의 로무바 의식

발트 신이교주의(Baltic neopaganism) 또는 발트 현대 이교는 발트족(주로 리투아니아인과 라트비아인) 내에서 활기를 불어넣은 토착 종교 운동이다.  이 운동은 19세기로 거슬러 올라가며 소비에트 연방에게 억압당했다. 가을이 지나 그들은 그들의 조국과 국외 거주 국가들 사이에서 발트족의 국가 및 문화적 정체성과 함께 다시 꽃 피는 모습을 목격했다. 부흥의 첫 번째 이데올로그 중 하나는 프로이센 리투아니아 시인 및 철학자 비두나스였다.